# John Grigg (journaliste)
Pour les articles homonymes, voir John Grigg.
John Grigg, né le 15 avril 1924 à Londres et mort le 31 décembre 2001 dans la même ville, est un journaliste, historien et homme politique britannique. En sa qualité de pair du royaume, il porte également le titre de second baron Altrincham de 1955 à 1963, date à laquelle il renonce à ses titres par sanction royale en vertu du Peerage Act.

## Biographie
Éduqué au Collège d'Eton et à Oxford, il sert sous les drapeaux durant la Seconde Guerre mondiale. Il édite par la suite le magazine National and English Review, de 1954 à la fin de sa parution en 1960, reprenant le poste de son père, Edward Grigg (1er baron Altrincham). Engagé en politique comme conservateur libéral, il se présente sans succès aux élections générales de 1951 et 1955, avant de quitter le Parti conservateur pour le Parti social-démocrate en 1982.
En août 1957, il se fait connaître en publiant dans son magazine un article critiquant vigoureusement la reine Élisabeth II et sa cour, qu'il juge trop centrées sur la haute société et le Royaume-Uni. Il prône au contraire une monarchie « sans classes » et axée sur l'ensemble du Commonwealth. Si cet article cause l'indignation de la majorité de la presse et lui vaut même d'être agressé, certaines de ses idées sont tout de même défendues par une minorité des journaux, notamment le New Statesman et The Spectator. Passée la polémique initiale, Grigg rencontre le secrétaire privé de la reine, Martin Charteris, et parvient à faire accepter certaines de ses propositions réformatrices par l'entourage d'Élisabeth II. Parmi elles figurent la suppression du Bal des débutantes, perçu par l'opinion comme une tradition aristocratique discriminante, ainsi que la retransmission à la télévision des vœux de Noël de la reine. Quelques années plus tard, lors d'un discours à Eton, Charteris le remerciera publiquement pour le grand service rendu à la monarchie, ayant permis de moderniser son image.

## Dans la fiction
Le personnage de John Grigg et ses critiques contre la monarchie sont au cœur de l'épisode  5 de la saison 2 de la série The Crown, diffusée sur Netflix. Il est incarné à l'écran par l'acteur John Hefferman (en). Si dans la réalité Grigg a transmis ses propositions à la famille royale par l'intermédiaire de Martin Charteris, l'épisode imagine une entrevue secrète entre le journaliste et la reine Élisabeth II en personne.